# Motomondiale 1992
La stagione 1992 è stata la quarantaquattresima del motomondiale; le prove in calendario si ridussero a 13 dalle 15 dell'anno precedente: non fecero parte del campionato le prove di San Marino, Austria, Cecoslovacchia e USA; tornarono invece quelle del Brasile, del Sudafrica e d'Ungheria. La stagione, così rivoluzionata iniziò con un tour in Asia e Australia con le prove del Giappone, d'Australia e della Malesia per poi passare a 8 gran premi europei e terminare nell'Emisfero Sud in Brasile e Sudafrica.

## Il contesto
Probabilmente la maggior novità della stagione fu la definizione di nuovi soggetti giuridici diversi destinati a gestire in maniera coordinata le corse motociclistiche: da una parte la IRTA, l'associazione delle case motociclistiche, con la TWP (società di Bernie Ecclestone già molto conosciuto per la gestione della Formula 1) che aveva il compito di gestire il calendario, la Dorna Sports che aveva il compito di gestire i diritti televisivi e la Federazione Internazionale Motociclismo che continuava ad avere il compito di redigere i regolamenti tecnici.
Nuovo cambiamento nelle regole per l'assegnazione dei punteggi: tutte le gare ritornarono valide, ma solo i primi dieci classificati prendevano punti. Il punteggio prevedeva l'assegnazione di 20 punti al vincitore, 15 al secondo classificato e 12 al terzo; i piazzamenti successivi venivano premiati rispettivamente con 10, 8, 6, 4, 3, 2 e 1 punto.
Da quest'anno iniziò anche ad essere un'abitudine quella di avere delle wild card assegnate dalle varie federazioni nazionali in occasione dei gran premi svolti sul loro territorio.
Wayne Rainey e la Yamaha vinsero il loro terzo titolo consecutivo in classe 500; in 250, si riconfermarono Luca Cadalora e la Honda davanti alle Aprilia di Loris Reggiani e Pierfrancesco Chili. La casa veneta si rifà in 125, vincendo il titolo (il primo della sua storia) con Alessandro Gramigni. Nei sidecar, ritornò all'iride Rolf Biland: lo svizzero aveva vinto l'ultimo titolo nel 1983.

## Il calendario
| Data Resoconto         | Gran Premio (Circuito)               | Vincitori           | Vincitori           | Vincitori      | Vincitori                   | Vincitori | Vincitori |
| Data Resoconto         | Gran Premio (Circuito)               | classe 125          | classe 250          | classe 500     | sidecar                     |           |           |
| 29 marzo Resoconto     | GP del Giappone (Suzuka)             | Ralf Waldmann       | Luca Cadalora       | Michael Doohan |                             |           |           |
| 12 aprile Resoconto    | GP d'Australia (Eastern Creek)       | Ralf Waldmann       | Luca Cadalora       | Michael Doohan |                             |           |           |
| 19 aprile Resoconto    | GP della Malesia (Shah Alam)         | Alessandro Gramigni | Luca Cadalora       | Michael Doohan |                             |           |           |
| 10 maggio Resoconto    | GP di Spagna (Jerez)                 | Ralf Waldmann       | Loris Reggiani      | Michael Doohan | Steve Webster Gavin Simmons |           |           |
| 24 maggio Resoconto    | GP d'Italia (Mugello)                | Ezio Gianola        | Luca Cadalora       | Kevin Schwantz |                             |           |           |
| 31 maggio Resoconto    | GP d'Europa (Catalunya)              | Ezio Gianola        | Luca Cadalora       | Wayne Rainey   |                             |           |           |
| 14 giugno Resoconto    | GP di Germania (Hockenheimring)      | Bruno Casanova      | Pierfrancesco Chili | Michael Doohan | Steve Webster Gavin Simmons |           |           |
| 27 giugno Resoconto    | GP d'Olanda (Assen)                  | Ezio Gianola        | Pierfrancesco Chili | Àlex Crivillé  | Rolf Biland Kurt Waltisperg |           |           |
| 12 luglio Resoconto    | GP d'Ungheria (Hungaroring)          | Alessandro Gramigni | Luca Cadalora       | Eddie Lawson   | Rolf Biland Kurt Waltisperg |           |           |
| 19 luglio Resoconto    | GP di Francia (Magny-Cours)          | Ezio Gianola        | Loris Reggiani      | Wayne Rainey   | Rolf Biland Kurt Waltisperg |           |           |
| 2 agosto Resoconto     | GP di Gran Bretagna (Donington Park) | Fausto Gresini      | Pierfrancesco Chili | Wayne Gardner  | Rolf Biland Kurt Waltisperg |           |           |
| 23 agosto Resoconto    | GP del Brasile (Interlagos)          | Dirk Raudies        | Luca Cadalora       | Wayne Rainey   |                             |           |           |
| 6 settembre Resoconto  | GP del Sudafrica (Kyalami)           | Jorge Martínez      | Max Biaggi          | John Kocinski  |                             |           |           |
| 13 settembre Resoconto | Manche supplementare (Assen)         |                     |                     |                | Egbert Streuer Peter Brown  |           |           |

## Sistema di punteggio e legenda
| Pos.  | 1  | 2  | 3  | 4  | 5 | 6 | 7 | 8 | 9 | 10 | 11> |
| ----- | -- | -- | -- | -- | - | - | - | - | - | -- | --- |
| Punti | 20 | 15 | 12 | 10 | 8 | 6 | 4 | 3 | 2 | 1  | 0   |

## Le classi

### Classe 500
| 1 | Honda         | 216 |
| 2 | Yamaha        | 195 |
| 3 | Suzuki        | 127 |
| 4 | Cagiva        | 79  |
| 5 | ROC-Yamaha    | 22  |
| 6 | Harris-Yamaha | 9   |

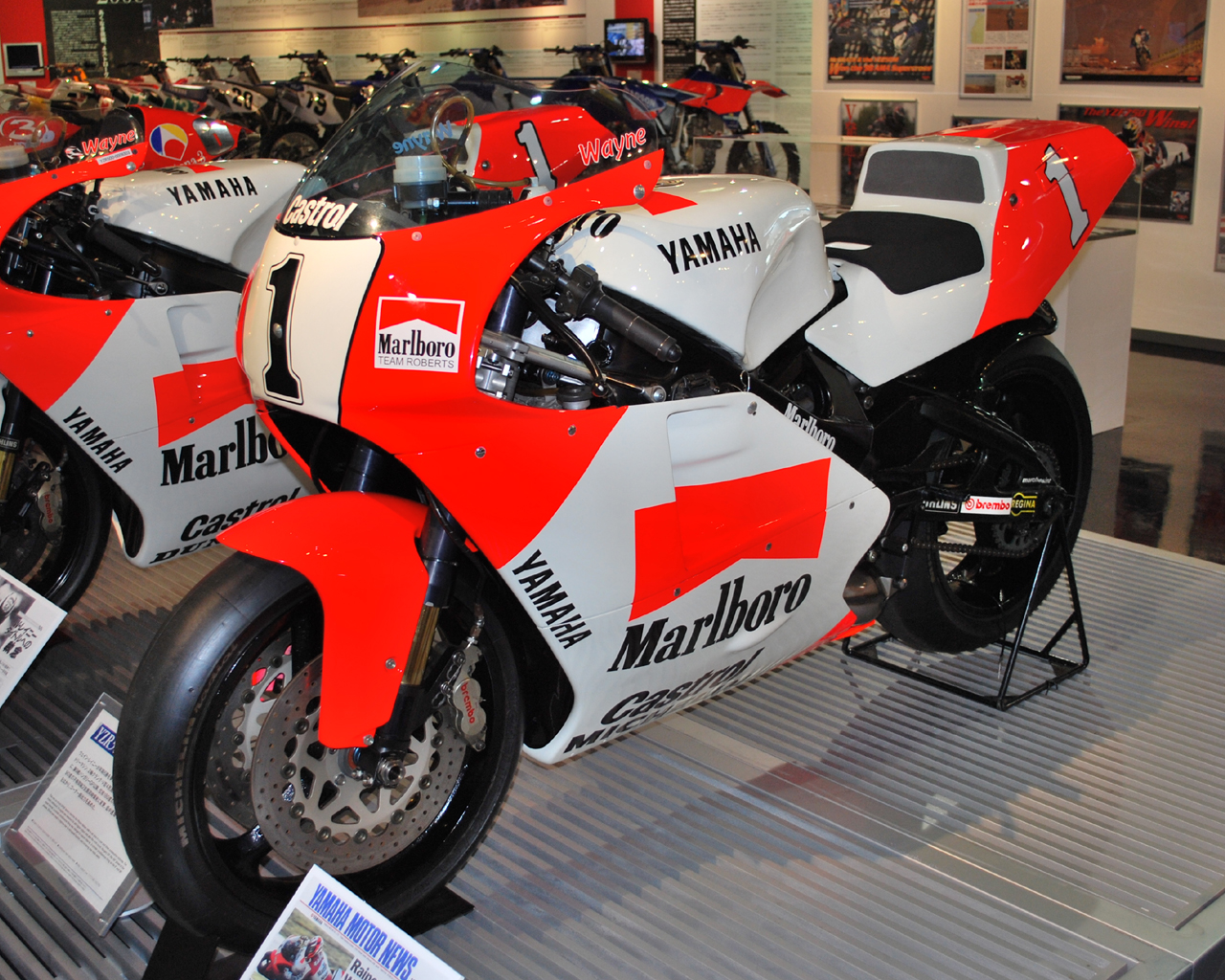
La Yamaha YZR 500 di Rainey.

Se il titolo piloti andò a Wayne Rainey su Yamaha che vinse 3 gran premi e precedette Michael Doohan su Honda NSR 500 (vincitore di 5 prove), il titolo dei costruttori fu invece appannaggio della Honda.
Nella 500 si registrarono un notevole numero di incidenti: Doohan, vincitore delle prime quattro gare, si ruppe una gamba durante le prove ad Assen, Rainey subì un pesante incidente ad Hockenheim, mentre Wayne Gardner ebbe ben due incidenti (a Suzuka e al Mugello).
Per aumentare il numero di moto disponibili anche a team e piloti privati, Yamaha decise di fornire dei propulsori a dei costruttori di telaio esterni; nacquero così le ROC-Yamaha e le Harris-Yamaha. Questi modelli andarono pressoché a sostituire le versioni "clienti" fino ad allora prodotte da Honda e Suzuki.
Da segnalare la prima vittoria della Cagiva il cui team era quest'anno diretto da Giacomo Agostini, avvenuta al GP d'Ungheria e sempre la prima vittoria di Àlex Crivillé che rappresenta anche la prima di un pilota spagnolo in questa classe.
La conclusione della stagione rappresentò anche il termine della carriera di due piloti già campioni del mondo, Eddie Lawson e Wayne Gardner.

Classifica piloti (prime 5 posizioni)
| Pos. | Pilota         | Moto   |     |    |   |    |     |   |     |     |   |     |     |    |   | P.ti |
| ---- | -------------- | ------ | --- | -- | - | -- | --- | - | --- | --- | - | --- | --- | -- | - | ---- |
| 1    | Wayne Rainey   | Yamaha | Rit | 2  | 2 | 2  | Rit | 1 | Rit |     | 5 | 1   | 2   | 1  | 3 | 140  |
| 2    | Michael Doohan | Honda  | 1   | 1  | 1 | 1  | 2   | 2 | 1   | NP  |   |     |     | 12 | 6 | 136  |
| 3    | John Kocinski  | Yamaha | Rit | NP |   | 5  | 3   | 5 | 5   | 2   | 7 | 3   | Rit | 2  | 1 | 102  |
| 4    | Kevin Schwantz | Suzuki | 3   | 4  |   | 4  | 1   | 4 | 2   | Rit | 4 | Rit | Rit | 7  | 5 | 99   |
| 5    | Doug Chandler  | Suzuki | 2   | 5  | 5 | 10 | 4   | 3 | 8   | Rit | 2 | Rit | Rit | 3  | 4 | 94   |
| Pos. | Pilota         | Moto   |     |    |   |    |     |   |     |     |   |     |     |    |   | P.ti |

| Legenda                                                                        | 1º posto        | 2º posto        | 3º posto | A punti      | Senza punti        | Grassetto=Pole position Corsivo=Giro più veloce |
| Legenda                                                                        | Gara non valida | Non qualificato | Ritirato | Squalificato | "-" Dato non disp. | Grassetto=Pole position Corsivo=Giro più veloce |
| Fonte dei dati: motogp.com, racingmemo.free.fr, autosport.com, jumpingjack.nl. |                 |                 |          |              |                    |                                                 |

### Classe 250
| 1 | Honda   | 214 |
| 2 | Aprilia | 211 |
| 3 | Yamaha  | 62  |
| 4 | Suzuki  | 46  |
| 5 | Gilera  | 10  |

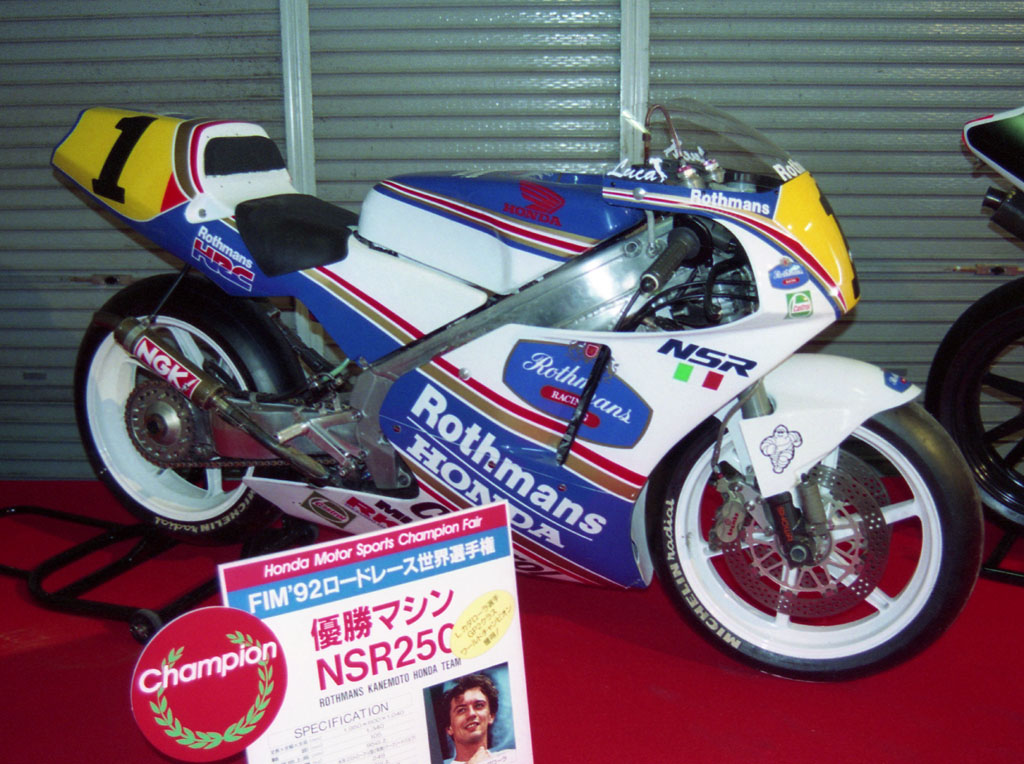
La Honda NSR 250 di Cadalora.

Il vincitore del titolo, Luca Cadalora su Honda (al secondo titolo consecutivo della categoria e al terzo complessivo della carriera), vinse 7 gran premi ma dovette contrastare le Aprilia di Loris Reggiani, Pierfrancesco Chili e Max Biaggi che ottennero un totale di 6 vittorie (2 Reggiani, 3 Chili e 1 Biaggi) facendo risultare più avvincente la lotta per il titolo riservato ai costruttori, più combattuta rispetto a quella riservata ai piloti (Cadalora ebbe la certezza matematica del titolo con due gare d'anticipo sulla fine del campionato) e conclusasi con il successo della casa motociclistica giapponese su quella italiana.
Nella 250 si assistette anche al ritorno alle competizioni della Gilera, assente in forma ufficiale dal Mondiale dal 1957; la moto (pilotata da Jean-Philippe Ruggia e dall'ex campione del mondo Carlos Lavado) non si dimostrerà competitiva come sperato.
Episodio curioso nel Gran Premio motociclistico di Spagna: Chili tagliò il traguardo del penultimo giro in seconda posizione, convinto che fosse l'ultimo giro della corsa rallentò vistosamente, finendo superato da altri piloti e perdendo varie posizioni fino al 6º posto.

Classifica piloti (prime 5 posizioni)
| Pos. | Pilota              | Moto    |     |     |     |    |     |   |     |     |     |    |     |     |   | P.ti |
| ---- | ------------------- | ------- | --- | --- | --- | -- | --- | - | --- | --- | --- | -- | --- | --- | - | ---- |
| 1    | Luca Cadalora       | Honda   | 1   | 1   | 1   | 4  | 1   | 1 | 4   | 2   | 1   | 3  | 4   | 1   | 6 | 203  |
| 2    | Loris Reggiani      | Aprilia | Rit | 5   | Rit | 1  | 2   | 2 | 3   | 3   | 2   | 1  | 2   | 3   | 2 | 159  |
| 3    | Pierfrancesco Chili | Aprilia | 5   | Rit | 3   | 6  | Rit | 6 | 1   | 1   | Rit | 2  | 1   | Rit | 3 | 119  |
| 4    | Helmut Bradl        | Honda   | 4   | 3   | Rit | 2  | 4   | 4 | Rit | 7   | 6   | NP | 6   | 6   | 4 | 89   |
| 5    | Max Biaggi          | Aprilia | Rit | 8   | Rit | 10 | 3   | 3 | 2   | Rit | Rit | NP | Rit | 2   | 1 | 78   |
| Pos. | Pilota              | Moto    |     |     |     |    |     |   |     |     |     |    |     |     |   | P.ti |

| Legenda                                                                        | 1º posto        | 2º posto        | 3º posto | A punti      | Senza punti        | Grassetto=Pole position Corsivo=Giro più veloce |
| Legenda                                                                        | Gara non valida | Non qualificato | Ritirato | Squalificato | "-" Dato non disp. | Grassetto=Pole position Corsivo=Giro più veloce |
| Fonte dei dati: motogp.com, racingmemo.free.fr, autosport.com, jumpingjack.nl. |                 |                 |          |              |                    |                                                 |

### Classe 125
| 1 | Honda   | 242 |
| 2 | Aprilia | 177 |
| 3 | Rotax   | 10  |

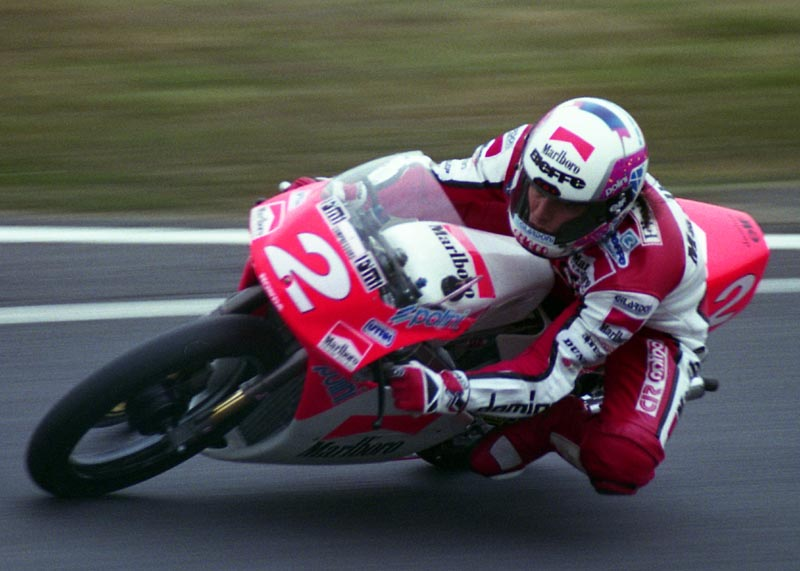
Gresini nel GP del Giappone.

Il detentore del titolo 1991 Loris Capirossi era passato quest'anno alla categoria superiore, vi fu di conseguenza un nuovo campione del mondo: il titolo iridato fu appannaggio di Alessandro Gramigni su Aprilia che vinse 2 delle 13 prove in calendario e si aggiudicò il campionato anche in base alla sua regolarità.
Maggiormente vittoriosi però furono i piloti equipaggiati da moto Honda, infatti la casa motociclistica giapponese ottenne da parte sua il titolo riservato ai costruttori, anche grazie alle 4 vittorie ottenute da Ezio Gianola (4º in classifica finale) e alle 3 di Ralf Waldmann (3º in classifica piloti).
Curiosamente quest'anno furono diversi i piloti a salire sul primo gradino nel podio nei singoli gran premi: ottennero una vittoria anche Fausto Gresini, Dirk Raudies e Jorge Martínez, tutti in sella a moto Honda, nonché Bruno Casanova su Aprilia.

Classifica piloti (prime 5 posizioni)
| Pos. | Pilota              | Moto    |     |   |    |     |     |    |   |    |    |     |    |    |     | P.ti |
| ---- | ------------------- | ------- | --- | - | -- | --- | --- | -- | - | -- | -- | --- | -- | -- | --- | ---- |
| 1    | Alessandro Gramigni | Aprilia | 6   | 2 | 1  |     | 11  | 4  | 7 | 3  | 1  | 5   | 2  | 3  | 3   | 134  |
| 2    | Fausto Gresini      | Honda   | Rit | 5 | 8  | 2   | 5   | 3  | 2 | 2  | 3  | Rit | 1  | 6  | 7   | 118  |
| 3    | Ralf Waldmann       | Honda   | 1   | 1 | 3  | 1   | Rit | 12 | 3 | 9  | 2  | 10  | 7  | 15 | 6   | 112  |
| 4    | Ezio Gianola        | Honda   | 4   | 9 | 18 | 10  | 1   | 1  | 5 | 1  | 11 | 1   | 12 | 10 | 8   | 105  |
| 5    | Bruno Casanova      | Aprilia | 2   | 3 | 2  | Rit | 8   | 7  | 1 | 10 | 9  | 6   | 5  | 4  | Rit | 96   |
| Pos. | Pilota              | Moto    |     |   |    |     |     |    |   |    |    |     |    |    |     | P.ti |

| Legenda                                                                        | 1º posto        | 2º posto        | 3º posto | A punti      | Senza punti        | Grassetto=Pole position Corsivo=Giro più veloce |
| Legenda                                                                        | Gara non valida | Non qualificato | Ritirato | Squalificato | "-" Dato non disp. | Grassetto=Pole position Corsivo=Giro più veloce |
| Fonte dei dati: motogp.com, racingmemo.free.fr, autosport.com, jumpingjack.nl. |                 |                 |          |              |                    |                                                 |

### Classe sidecar
Le 7 prove che composero il campionato delle motocarrozzette non furono tutte abbinate ai gran premi che coinvolsero le classi singole ma, oltre a quelle nell'ordine in Spagna, Germania, Olanda, Ungheria, Francia e Gran Bretagna, vi fu una manche supplementare disputata dopo il termine del mondiale ad Assen. La decisione di aggiungere una seconda prova sul circuito olandese fu presa in seguito all'annullamento delle gare dei sidecar previste nei GP di Brasile e Sudafrica.
Questa fu del resto quasi un'anticipazione di quanto avvenne nel 1993 e nel 1994, quando alcune prove della categoria vennero abbinate in calendario alle gare del campionato mondiale Superbike.
La seconda gara di Assen fu decisiva per l'assegnazione del titolo a Rolf Biland-Kurt Waltisperg, in virtù del ritiro per un guasto meccanico di Steve Webster-Gavin Simmons, fino a quel momento in testa alla classifica. 

Classifica equipaggi (prime 5 posizioni)
| Pos. | Pilota                                    | Moto                               |   |   |   |   |   |    |   | P.ti |
| ---- | ----------------------------------------- | ---------------------------------- | - | - | - | - | - | -- | - | ---- |
| 1    | Rolf Biland/Kurt Waltisperg               | LCR-Krauser                        | - | 8 | 1 | 1 | 1 | 1  | 2 | 98   |
| 2    | Steve Webster/Gavin Simmons               | LCR-ADM                            | 1 | 1 | 2 | 2 | 4 | 3  | - | 92   |
| 3    | Klaus Klaffenböck/Christian Parzer        | LCR-ADM                            | 2 | 2 | 3 | 3 | 3 | NP | - | 66   |
| 4    | Egbert Streuer/Peter Brown                | LCR-Stredor LCR-Yamaha LCR-Krauser | 9 | - | 4 | 5 | 2 | 9  | 1 | 57   |
| 5    | Darren Dixon/Sean Dixon-Andy Hetherington | LCR-Krauser                        | - | 3 | - | 8 | - | 2  | 3 | 42   |
| Pos. | Pilota                                    | Moto                               |   |   |   |   |   |    |   | P.ti |

| Legenda | 1º posto        | 2º posto            | 3º posto           | A punti      | Senza punti        | Grassetto – Pole position Corsivo – Giro più veloce |
| Legenda | Gara non valida | Non qual./Non part. | Ritirato/Non class | Squalificato | '-' Dato non disp. | Grassetto – Pole position Corsivo – Giro più veloce |